# Fussballclub Zürich Frauen
Il Fussballclub Zürich Frauen, citato anche nella sua forma contratta FC Zürich Frauen o FCZ Frauen e indicato in Italia semplicemente come Zurigo, è una squadra di calcio femminile svizzera con sede nella città di Zurigo, sezione femminile dell'omonimo club di calcio maschile. Milita in Women's Super League, massima serie del campionato svizzero, fin dalla prima edizione, disputata nel 1970-1971. Ha vinto 24 volte il titolo nazionale e 14 volte la Coppa Svizzera.

## Storia
Nel 1968 venne fondata il D.C.F. Zürich, primo club di calcio femminile di Zurigo e della Svizzera, ma che venne sciolto pochi anni dopo. Il 24 aprile 1970 venne fondata la sezione femminile della S.V. Seebach, squadra di calcio maschile fondata nel 1916 nel quartiere zurighese di Seebach. Il club venne iscritto al primo campionato svizzero femminile di calcio nella stagione 1970-1971. Nella stagione 1979-1980 conquistò il suo primo titolo nazionale, confermandosi anche nelle tre stagioni successive. Dal 1978 al 1981 il club venne invitato a partecipare a un torneo internazionale di calcio femminile organizzato a Taiwan, senza riuscire mai a finire tra le prime quattro. Nella stagione 1980-1981 vinse anche la sua prima coppa nazionale. Complessivamente, dal 1970 al 2005 il club ha vinto 12 campionati di Lega Nazionale A, l'allora denominazione del massimo livello svizzero di categoria, e 7 Coppe Svizzera.
Nel 2005 la sezione femminile venne resa indipendente dalla S.V. Seebach e la nuova società, guidata da Tatjana Hänni, cambiò denominazione in F.F.C. Zürich Seebach. Tra il 2005 e il 2008 il club ha conquistato l'ottava Coppa Svizzera ed il tredicesimo titolo nazionale.
Nell'estate del 2008 il club viene fuso a livello societario con la squadra maschile della città e il nome della squadra venne così cambiato in F.C. Zürich Frauen. Grazie al campionato vinto l'anno precedente il nuovo club partecipò per la prima volta alla UEFA Women's Cup nell'edizione 2008-2009: superò la prima fase a gironi, ma venne poi eliminato nella seconda fase a gironi, perdendo tutte e tre le partite del girone contro Arsenal, Olympique Lione e Neulengbach. Dal 2009 al 2018 il club ha vinto nove campionati, arrivando secondo nella stagione 2016-2017, ma ottenendo lo stesso l'ammissione alla UEFA Women's Champions League per il contestuale ritiro delle campionesse del Neunkirch. In UEFA Women's Champions League ha ottenuto come miglior risultato il raggiungimento degli ottavi di finale, conseguito in tre edizioni: nel 2013-2014 eliminato dal Barcellona, nel 2014-2015 eliminato dal Glasgow City, nel 2016-2017 eliminato dall'Olympique Lione. Nella stagione 2017-2018 il club ha vinto il campionato nazionale per la ventunesima volta, per poi ripetersi il campionato successivo. Rimasta poi sempre ai vertici dei tornei nazionali nella stagione 2021-2022 ottiene il double campionato-coppa

## Palmarès
- Campionato svizzero: 24

SV Seebach Zürich: 12
1979-1980, 1980-1981, 1981-1982, 1982-1983, 1984-1985, 1986-1987, 1987-1988, 1989-1990, 1990-1991, 1992-1993, 1993-1994, 1997-1998
FFC Zürich Seebach: 1
2007-2008
FC Zürich Frauen: 11
2008-2009, 2009-2010, 2011-2012, 2012-2013, 2013-2014, 2014-2015, 2015-2016, 2017-2018, 2018-2019, 2021-2022, 2022-2023
- Coppa Svizzera: 16

SV Seebach Zürich: 7
1980-1981, 1985-1986, 1986-1987, 1987-1988, 1988-1989, 1989-1990, 1992-1993
FFC Zürich Seebach: 1
2006-2007
FC Zürich Frauen: 8
2011-2012, 2012-2013, 2014-2015, 2015-2016, 2017-2018, 2018-2019, 2021-2022, 2024-2025

## Statistiche

### Risultati nelle competizioni UEFA
| Stagione | Competizione     | Fase                         | Avversario          | Risultato | Risultato | Risultato |
| Stagione | Competizione     | Fase                         | Avversario          | andata    | ritorno   | aggregato |
| -------- | ---------------- | ---------------------------- | ------------------- | --------- | --------- | --------- |
| 2008-09  | Women's Cup      | fase a gironi, primo turno   | Universitet Vitebsk | 1-1       | 1-1       | 1-1       |
| 2008-09  | Women's Cup      | fase a gironi, primo turno   | SFK Sarajevo        | 3-2       | 3-2       | 3-2       |
| 2008-09  | Women's Cup      | fase a gironi, primo turno   | Galway United       | 2-0       | 2-0       | 2-0       |
| 2008-09  | Women's Cup      | fase a gironi, secondo turno | Arsenal             | 2-7       | 2-7       | 2-7       |
| 2008-09  | Women's Cup      | fase a gironi, secondo turno | Olympique Lione     | 1-7       | 1-7       | 1-7       |
| 2008-09  | Women's Cup      | fase a gironi, secondo turno | Neulengbach         | 3-5       | 3-5       | 3-5       |
| 2009-10  | Champions League | sedicesimi di finale         | Linköping           | 0-2       | 0-3       | 0-5       |
| 2010-11  | Champions League | sedicesimi di finale         | Torres              | 2-3       | 1-4       | 3-7       |
| 2012-13  | Champions League | gironi di qualificazione     | Pomurje             | 2-0       | 2-0       | 2-0       |
| 2012-13  | Champions League | gironi di qualificazione     | Ataşehir Belediyesi | 4-0       | 4-0       | 4-0       |
| 2012-13  | Champions League | gironi di qualificazione     | Gintra              | 8-0       | 8-0       | 8-0       |
| 2012-13  | Champions League | sedicesimi di finale         | Juvisy              | 1-1       | 0-1       | 1-2       |
| 2013-14  | Champions League | gironi di qualificazione     | Atlético Ouriense   | 5-0       | 5-0       | 5-0       |
| 2013-14  | Champions League | gironi di qualificazione     | Ekonomist           | 4-1       | 4-1       | 4-1       |
| 2013-14  | Champions League | gironi di qualificazione     | KÍ Klaksvík         | 3-0       | 3-0       | 3-0       |
| 2013-14  | Champions League | sedicesimi di finale         | Sparta Praga        | 2-1       | 1-1       | 3-2       |
| 2013-14  | Champions League | ottavi di finale             | Barcellona          | 0-3       | 1-3       | 1-6       |
| 2014-15  | Champions League | gironi di qualificazione     | Minsk               | 1-1       | 1-1       | 1-1       |
| 2014-15  | Champions League | gironi di qualificazione     | Rīgas               | 2-0       | 2-0       | 2-0       |
| 2014-15  | Champions League | gironi di qualificazione     | Konak               | 4-0       | 4-0       | 4-0       |
| 2014-15  | Champions League | sedicesimi di finale         | Osijek              | 5-2       | 2-0       | 7-2       |
| 2014-15  | Champions League | ottavi di finale             | Glasgow City        | 2-1       | 2-4       | 4-5       |
| 2015-16  | Champions League | sedicesimi di finale         | LSK Kvinner         | 0-1       | 1-1       | 1-2       |
| 2016-17  | Champions League | gironi di qualificazione     | Slovan Bratislava   | 3-1       | 3-1       | 3-1       |
| 2016-17  | Champions League | gironi di qualificazione     | Vllaznia            | 3-0       | 3-0       | 3-0       |
| 2016-17  | Champions League | gironi di qualificazione     | Pomurje             | 5-0       | 5-0       | 5-0       |
| 2016-17  | Champions League | sedicesimi di finale         | Sturm Graz          | 6-0       | 3-0       | 9-0       |
| 2016-17  | Champions League | ottavi di finale             | Olympique Lione     | 0-8       | 0-9       | 0-17      |
| 2017-18  | Champions League | gironi di qualificazione     | Olimpia Lubiana     | 2-1       | 2-1       | 2-1       |
| 2017-18  | Champions League | gironi di qualificazione     | Birkirkara          | 5-0       | 5-0       | 5-0       |
| 2017-18  | Champions League | gironi di qualificazione     | Minsk               | 0-0       | 0-0       | 0-0       |
| 2017-18  | Champions League | sedicesimi di finale         | Gintra              | 1-1       | 1-2       | 2-3       |

## Organico

### Rosa 2022-2023
Rosa, ruoli e numeri di maglia come da sito ufficiale e come da sito ufficiale del campionato svizzero, aggiornati al 5 dicembre 2022.
| N. |                     | Ruolo | Calciatrice      |
| -- | ------------------- | ----- | ---------------- |
| 1  | Svizzera (bandiera) | P     | Seraina Friedli  |
| 2  | Svizzera (bandiera) | D     | Naomi Mégroz     |
| 4  | Svizzera (bandiera) | A     | Irina Pando      |
| 5  | Svizzera (bandiera) | C     | Vanessa Bernauer |
| 6  | Svizzera (bandiera) | D     | Oliwia Woś       |
| 7  | Svizzera (bandiera) | A     | Alayah Pilgrim   |
| 8  | Svizzera (bandiera) | D     | Julia Stierli    |
| 9  | Grecia (bandiera)   | C     | Eleni Markou     |
| 10 | Austria (bandiera)  | A     | Viktoria Pinther |
| 11 | Svizzera (bandiera) | C     | Nadine Riesen    |
| 12 | Svizzera (bandiera) | D     | Soraya Wulff     |
| 13 | Svizzera (bandiera) | D     | Luisa Süry       |
| 14 | Svizzera (bandiera) | D     | Leandra Flury    |
| 15 | Svizzera (bandiera) | C     | Marion Rey       |
| 16 | Svizzera (bandiera) | C     | Annina Enz       |

| N. |                     | Ruolo | Calciatrice           |
| -- | ------------------- | ----- | --------------------- |
| 17 | Svizzera (bandiera) | C     | Seraina Piubel        |
| 18 | Svizzera (bandiera) | A     | Alissia Piperata      |
| 19 | Svizzera (bandiera) | A     | Leela Egli            |
| 20 | Svizzera (bandiera) | A     | Fabienne Humm         |
| 21 | Germania (bandiera) | P     | Lourdes Romero        |
| 22 | Austria (bandiera)  | C     | Marie Höbinger        |
| 23 | Svizzera (bandiera) | C     | Noa Schärz            |
| 24 | Svizzera (bandiera) | C     | Kim Dubs              |
| 25 | Svizzera (bandiera) | D     | Siv Schefer           |
| 26 | Germania (bandiera) | D     | Laura Vetterlein      |
| 27 | Svizzera (bandiera) | C     | Anna Matsushita       |
| 28 | Svizzera (bandiera) | D     | Viola Avduli          |
| 29 | Svizzera (bandiera) | C     | Sydney Schertenleib   |
| 30 | Svizzera (bandiera) | P     | Vivian Fabiola Kaspar |
| 31 | Svizzera (bandiera) | P     | Kim Bollmann          |

### Rosa 2021-2022
Rosa, ruoli e numeri di maglia come da sito ufficiale, aggiornati al 6 giugno 2022.
| N. |                        | Ruolo | Calciatrice        |
| -- | ---------------------- | ----- | ------------------ |
| 1  | Svizzera (bandiera)    | P     | Livia Peng         |
| 2  | Svizzera (bandiera)    | D     | Naomi Mégroz       |
| 3  | Stati Uniti (bandiera) | D     | Alana O’Neill      |
| 4  | Svizzera (bandiera)    | C     | Lesley Ramseier    |
| 5  | Svizzera (bandiera)    | D     | Leandra Flury      |
| 7  | Svizzera (bandiera)    | C     | Martina Moser      |
| 8  | Svizzera (bandiera)    | D     | Julia Stierli      |
| 10 | Svizzera (bandiera)    | D     | Rahel Moser        |
| 11 | Svizzera (bandiera)    | D     | Nadine Riesen      |
| 12 | Svizzera (bandiera)    | C     | Soraya Wulff       |
| 13 | Svizzera (bandiera)    | C     | Caterina Regazzoni |
| 14 | Svizzera (bandiera)    | D     | Riana Fischer      |
| 16 | Svizzera (bandiera)    | C     | Annina Enz         |

| N. |                     | Ruolo | Calciatrice      |
| -- | ------------------- | ----- | ---------------- |
| 17 | Svizzera (bandiera) | C     | Seraina Piubel   |
| 18 | Svizzera (bandiera) | A     | Alissia Piperata |
| 19 | Svizzera (bandiera) | A     | Meriame Terchoun |
| 20 | Svizzera (bandiera) | A     | Fabienne Humm    |
| 21 | Svizzera (bandiera) | P     | Sandra Bruderer  |
| 22 | Austria (bandiera)  | C     | Marie Höbinger   |
| 23 | Svizzera (bandiera) | A     | Lydia Andrade    |
| 24 | Svizzera (bandiera) | C     | Kim Dubs         |
| 25 | Svizzera (bandiera) | C     | Rahel Kiwic      |
| 26 | Germania (bandiera) | D     | Laura Vetterlein |
| 27 | Svizzera (bandiera) | C     | Anna Matsushita  |
| 31 | Svizzera (bandiera) | P     | Noemi Benz       |

### Rosa 2020-2021
Rosa e ruoli come da sito ufficiale, numeri di maglia dal sito soccerdonna.de, aggiornati al 29 agosto 2019.
| N. |                     | Ruolo | Calciatrice        |
| -- | ------------------- | ----- | ------------------ |
| 1  | Svizzera (bandiera) | P     | Livia Peng         |
| 4  | Svizzera (bandiera) | C     | Lesley Ramseier    |
| 6  | Svizzera (bandiera) | D     | Luna Lempérière    |
| 7  | Svizzera (bandiera) | C     | Martina Moser      |
| 8  | Svizzera (bandiera) | D     | Julia Stierli      |
| 10 | Svizzera (bandiera) | D     | Rahel Moser        |
| 13 | Svizzera (bandiera) | C     | Caterina Regazzoni |
| 14 | Svizzera (bandiera) | D     | Riana Fischer      |
| 15 | Svizzera (bandiera) | C     | Mona Gubler        |
| 16 | Svizzera (bandiera) | C     | Annina Enz         |
| 17 | Svizzera (bandiera) | C     | Seraina Piubel     |

| N. |                     | Ruolo | Calciatrice              |
| -- | ------------------- | ----- | ------------------------ |
| 18 | Svizzera (bandiera) | C     | Alissia Piperata         |
| 19 | Svizzera (bandiera) | A     | Meriame Terchoun         |
| 20 | Svizzera (bandiera) | A     | Fabienne Humm (capitano) |
| 21 | Svizzera (bandiera) | P     | Susanne Stutz            |
| 23 | Svizzera (bandiera) | A     | Lydia Andrade            |
| 24 | Svizzera (bandiera) | C     | Kim Dubs                 |
| 25 | Svizzera (bandiera) | C     | Rahel Kiwic              |
| 26 | Svizzera (bandiera) | C     | Anna Matsushita          |
| 27 | Svizzera (bandiera) | C     | Mimoza Hamidi            |
| 29 | Nigeria (bandiera)  | D     | Onyinyechi Zogg          |
| 31 | Svizzera (bandiera) | P     | Noemi Benz               |

### Rosa 2019-2020
Rosa e ruoli come da sito ufficiale, numeri di maglia dal sito soccerdonna.de, aggiornati al 29 agosto 2019.
| N. |                        | Ruolo | Calciatrice      |
| -- | ---------------------- | ----- | ---------------- |
| 1  | Svizzera (bandiera)    | P     | Livia Peng       |
| 3  | Stati Uniti (bandiera) | D     | Erica Cunningham |
| 6  | Svizzera (bandiera)    | D     | Luna Lempérière  |
| 7  | Svizzera (bandiera)    | D     | Rahel Moser      |
| 8  | Svizzera (bandiera)    | D     | Julia Stierli    |
| 9  | Svizzera (bandiera)    | A     | Antigona Kuqi    |
| 10 | Svizzera (bandiera)    | C     | Martina Moser    |
| 11 | Svizzera (bandiera)    | A     | Barla Deplazes   |
| 13 | Svizzera (bandiera)    | C     | Cinzia Zehnder   |
| 14 | Svizzera (bandiera)    | D     | Riana Fischer    |
| 15 | Svizzera (bandiera)    | C     | Mona Gubler      |
| 16 | Svizzera (bandiera)    | C     | Annina Enz       |

| N. |                     | Ruolo | Calciatrice              |
| -- | ------------------- | ----- | ------------------------ |
| 17 | Svizzera (bandiera) | C     | Seraina Piubel           |
| 20 | Svizzera (bandiera) | A     | Fabienne Humm (capitano) |
| 21 | Svizzera (bandiera) | P     | Vivian Kaspar            |
| 22 | Svizzera (bandiera) | D     | Lorena Baumann           |
| 23 | Svizzera (bandiera) | A     | Lydia Andrade            |
| 24 | Svizzera (bandiera) | C     | Kim Dubs                 |
| 24 | Svizzera (bandiera) | A     | Meriame Terchoun         |
| 26 | Svizzera (bandiera) | C     | Vanesa Hoti              |
| 27 | Svizzera (bandiera) | C     | Alissia Piperata         |
| 28 | Svizzera (bandiera) | C     | Ella Ljustina            |
| 29 | Svizzera (bandiera) | D     | Onyinyechi Zogg          |